# Grimentz
Grimentz (antiguamente en alemán Grimensi) es una localidad y antigua comuna suiza del cantón del Valais, localizada en el distrito de Sierre, comuna de Anniviers.
El 26 de noviembre de 2006, fue aceptada por un 65,8% de la población, la fusión de la comuna de Grimentz con las comunas de Ayer, Chandolin, Saint-Jean, Saint-Luc y Vissoie. La nueva comuna lleva el nombre de Anniviers, nombre del valle en el que las seis antiguas comunas se encuentran. La fusión es efectiva desde el 1 de enero de 2009.
Antiguamente la comuna limitaba al norte con la comuna de Saint-Jean, al este con Ayer, al sur y oeste con Evolène, Saint-Martin y Nax.